# Võ thuật tổng hợp
Võ thuật tổng hợp hay Võ thuật tự do (Tiếng Anh: mixed martial arts, viết tắt MMA), đôi khi còn được gọi với cái tên đấu lồng, là một môn thể thao đối kháng toàn diện, dựa trên các đòn đánh, vật lộn, và chiến đấu trên mặt đất, được kết hợp từ nhiều môn thể thao đối kháng cũng như võ thuật trên khắp thế giới. Thuật ngữ mixed martial arts được nhắc đến lần đầu trong bài đánh giá sự kiện UFC 1 của nhà phê bình truyền hình Howard Rosenberg vào năm 1993. Việc ai là người thực sự đặt ra thuật ngữ này vẫn còn đang là điều được tranh luận. Được biết võ thuật tổng hợp được sáng lập dựa trên ý tưởng tổng hợp mọi chiêu thức cơ bản của tất cả các môn võ thuật của Lý Tiểu Long nhất là từ khi Lý Tiểu Long sáng lập Tiệt quyền đạo. Có thể nói Lý Tiểu Long là tổ sư sáng lập võ thuật tổng hợp nếu xét trên vai trò người khởi xướng tổng hợp võ thuật. Ngoài ra có nhiều võ sư khác là các tổ sư khác của võ thuật tổng hợp vì đã xây dựng nên nền móng của võ thuật tổng hợp.
Đầu thế kỷ 20, nhiều giải đấu võ tổng hợp khác nhau diễn ra trên khắp Nhật Bản và cả các quốc gia thuộc nhóm Tứ hổ châu Á. Tại Brasil, cũng tồn tại một môn thể thao mang tên Vale Tudo, có các võ sĩ từ rất nhiều môn phái khác nhau tham gia chiến đấu với ít hoặc không có luật lệ. Gia tộc Gracie được biết đến như những người tích cực quảng bá các trận đấu Vale Tudo, để giới thiệu rộng rãi môn phái nhu thuật Brasil của họ. Một trận đấu võ tổng hợp nổi tiếng sớm được tổ chức vào năm 1951, giữa võ sĩ judo Masahiko Kimura và đại sư môn nhu thuật Brasil Hélio Gracie tại Brasil. Ở phương Tây, ý tưởng kết hợp yếu tố của nhiều môn võ thuật đã được Lý Tiểu Long truyền bá qua môn triệt quyền đạo của ông từ những năm 1960 đến đầu những năm 1970. Tiền thân cho MMA hiện đại là trận đấu của tay đấm quyền anh Muhammad Ali và đô vật Antonio Inoki ở Nhật Bản vào năm 1975, khi nó truyền cảm hứng cho sự ra đời của hai giải đấu: Pancrase năm 1993 và Pride Fighting Championships năm 1997.
Năm 1980, CV Productions, Inc. đã sáng lập giải đấu MMA được quy định đầu tiên ở Hoa Kỳ, mang tên Tough Guy Contest và sau này đổi tên thành Battle of the Superfighters. Công ty được đồng ý tổ chức 10 tua đấu tại Pennsylvania. Tuy nhiên, tới năm 1983, Thượng viện bang Pennsylvania đã thông qua dự luật cấm môn thể thao này. Năm 1993, gia tộc Gracie đem nhu thuật Brasil, vốn được phát triển tại quê hương từ những năm 1920 tới Hoa Kỳ, thông qua việc thành lập công ty quảng bá MMA, Ultimate Fighting Championship (UFC). Công ty này ban đầu tổ chức một vài sự kiện thi đấu gần như không quy tắc, do ảnh hưởng của Art Davie và Rorion Gracie khi họ cố gắng nhân rộng các trận đấu Vale Tudo ở Brasil và sau đó mới thực hiện bổ sung một bộ điều luật mới (chẳng hạn như nghiêm cấm đá đối thủ khi đã đo sàn), khác với các giải đấu thiên về tính thực chiến.
Những sự kiện kể trên ban đầu được quảng cáo là cuộc thi để tìm ra môn võ thuật hiệu quả nhất trong thực chiến không vũ khí, các đấu thủ từ các môn phái khác nhau sẽ đọ sức trong môi trường thi đấu tương đối ít luật lệ. Sau đó, các võ sĩ bắt đầu kết hợp nhiều môn võ khác nhau vào phong cách chiến đấu của bản thân. Những nhà tổ chức MMA đã gặp những áp lực nhất định khi phải chấp nhận những điều luật bổ sung nhằm tăng độ an toàn cho các đấu thủ, để phù hợp với những quy tắc của một môn thể thao và để mở rộng sự đón nhận chính thống từ công chúng. Theo sau những thay đổi này, MMA ngày càng trở nên phổ biến với hình thức kinh doanh trả tiền cho mỗi lượt xem, cạnh tranh với cả quyền anh lẫn đấu vật chuyên nghiệp.

## Lịch sử

### Cổ đại

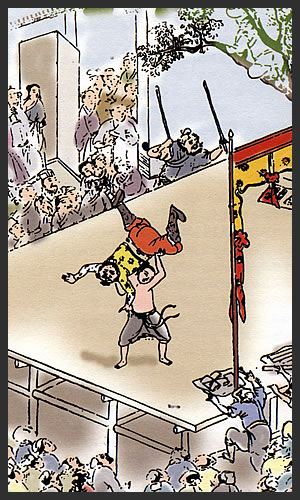
Một võ sĩ Trung Quốc chuẩn bị ném đối thủ của mình trong một trận Lôi đài vào thời cổ đại.

Tại Trung Quốc cổ đại, thể thao đối kháng được xuất hiện dưới hình thức Lôi đài, một loại hình thể thao chiến đấu tổng hợp tự do, kết hợp giữa kung fu, quyền anh và đấu vật.

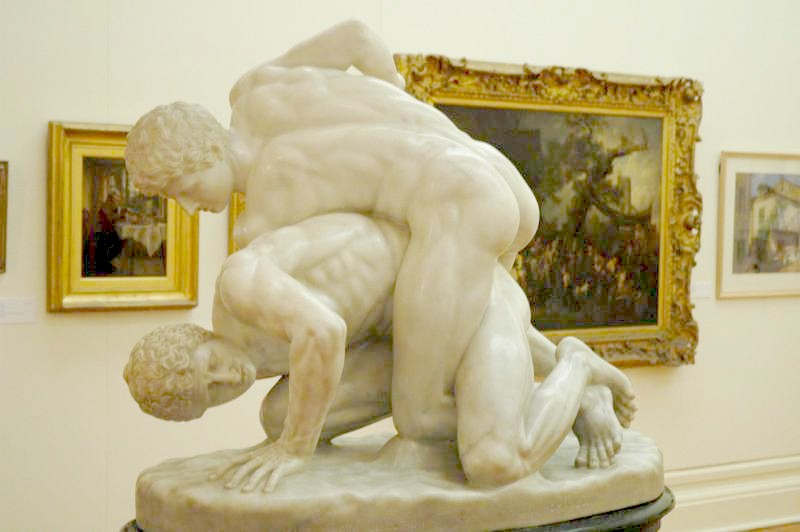
The Pancrastinae: Một bức tượng mô tả pancratium, sự kiện diễn ra ở Đấu trường La Mã. Thậm chí vào cuối thời Trung Cổ, các bức tượng đã được đặt ở Rome và các thành phố khác để tôn vinh những pankratiast. Bức tượng này, hiện là một phần của bộ sưu tập Uffizi, là một bản sao La Mã của một bản gốc Hy Lạp bị mất, vào khoảng thế kỷ thứ 3 trước Công nguyên.

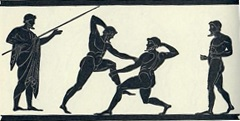
Cảnh chiến đấu của các pankratiast thời Hy Lạp cổ đại. Xuất hiện trên một chiếc bình Panathenaic amphora trong bộ sưu tập Lamberg.

Tại Hy Lạp cổ đại, cũng có một bộ môn mang tên pankration, với các kỹ thuật vật và đòn đánh tương tự như trong MMA ngày nay. Pankration là sự kết hợp của môn đấu vật sẵn có với quyền anh truyền thống. Ở Olympic, nó lần đầu được giới thiệu vào kỳ Olympiad thứ 33, năm 648 TCN. Điều luật của pankration quy định các đòn đánh và khóa đều được chấp nhận, và nghiêm cấm các hành vi cắn hoặc chọc vào mắt. Các võ sĩ được gọi là pankratiast, chiến đấu cho đến khi có một người không thể tiếp tục hoặc ra hiệu đầu hàng bằng cách giơ ngón trỏ, mỗi trận thi đấu không chia hiệp. Theo nhà sử học E. Norman Gardiner, "Không có môn thể thao nào phổ biến hơn môn pankration." Cũng có nhiều bằng chứng liên quan tới các môn thể thao đối kháng tổng hợp khác ở Ai Cập cổ đại, Ấn Độ và Nhật Bản.

### Tiền đề cho MMA hiện đại
Giữa thế kỷ 19, savate ra đời và sớm trở nên nổi bật trong làng thể thao đối kháng. Các savateur người Pháp thời đó luôn muốn so kè kỹ thuật với các môn phái truyền thống khác. Vài người trong số họ chạm trán với các võ sĩ quyền anh tự do người Anh trong một giải đấu tại quê nhà vào năm 1852, khi đó Rambaud với biệt danh la Resistance đã đánh bại Dickinson người Anh bằng các đòn đá của mình. Tuy nhiên, đội Anh vẫn giành chiến thắng trong bốn trận đấu khác của giải đấu. Những cuộc so tài tương tự giữa savateur bản địa với võ sĩ từ nhiều môn phái khác cũng tiếp tục diễn ra trong giai đoạn từ cuối thế kỷ 19 đến giữa thế kỷ 20. Chẳng hạn như trận đấu năm 1905 giữa savateur Geogre Dubois và judoka Re-nierand, kết quả chung cuộc là Re-nierand giành chiến thắng sau khi ép đối thủ phải đầu hàng hoặc như trận đấu công khai rộng rãi giữa savateur kiêm võ sĩ quyền anh chuyên nghiệp, Jacques Cayron, với karateka trẻ người Nhật Mochizuki Hiroo vào năm 1957, kết thúc khi Cayron hạ gục Hiroo bằng một cú đấm móc.
Bộ môn vật catch wrestling xuất hiện vào cuối thế kỷ 19, là sự kết hợp từ nhiều phong cách đấu vật trên khắp thế giới bao gồm pehlwani của Ấn Độ và vật kiểu Anh. Đến lượt catch westling có những ảnh hướng to lớn tới MMA hiện đại. Các trận đấu tự do diễn ra phổ biến vào cuối những năm 1880, khi các đô vật đại diện cho trường phái catch wrestling và nhiều trường phái khác đối đầu với nhau tại các giải đấu cũng như trên các võ đài khiêu chiến ở khắp châu Âu. Tại Mỹ, lần chạm trán lớn đầu tiên giữa một võ sĩ quyền anh và một đô vật trong thời hiện đại diễn ra vào năm 1887, khi nhà vô địch quyền anh thế giới hạng nặng, Joh L. Sullivan, bước lên võ đài với chính huấn luyện viên của mình là nhà vô địch đấu vật William Muldoon và bị đánh gục chỉ trong vòng hai phút. Trận đấu công khai tiếp theo diễn ra vào cuối những năm 1890, khi Bob Fizsimmons, người sau này trở thành nhà vô địch quyền anh hạng nặng, đối đầu với nhà vô địch đấu vật châu Âu Ernest Roeber. Tháng 9 năm 1901, Frank "Paddy" Slavin, từng là ứng cử viên cho danh hiệu quyền anh của Sullivan, đã hạ gục Frank Gotch, người sau này vô địch đấu vật thế giới tại thành phố Dawson, Canada. Ren-nierand nổi tiếng sau khi đánh bại Geogre Dubois, tiếp tục tái tham gia một cuộc đấu tương tự khác, nơi anh để thua đô vật catch wrestling người Ukraina, Ivan Poddubny.
Bartitsu do Edward William Barton-Wright sáng tạo vào năm 1899 sớm là một ví dụ cho võ thuật tổng hợp. Tổng hòa giữa catch wrestling, judo, quyền anh, savate, jujutsu và canne de combat (đánh gậy kiểu Pháp), bartisu được biết đến như là môn võ đầu tiên kếp hợp nhiều môn phái từ cả châu Á lẫn châu Âu. Và cũng chính từ đây người ta được chứng kiến những trận đấu theo hơi hướng MMA trên khắp nước Anh, khi các đô vật catch westling với nhiều lối đánh khác nhau từ khắp châu Âu, tới so tài với các nhà vô địch judo Nhật Bản.
Trong số các tiền thân nhưng chưa phải là tổ tiên của MMA hiện đại, có các giải đấu võ tổng hợp từ khắp châu Âu, Nhật Bản, Vành đai Thái Bình Dương được tổ chức vào đầu những năm 1900. Tại Nhật Bản, những giải đấu này được gọi là merikan, trong tiếng lóng bản địa có nghĩa là "[Đánh kiểu] người Mỹ". Merikan được tổ chức với nhiều điều luật đa dạng, võ sĩ có thể giành chiến thắng bằng chấm điểm, quật ngã (hoặc đánh gục) đối phương ba lần, hạ nốc ao và ép đầu hàng.
Sambo phát triển ở Nga vào đầu những năm 1920, cũng là một môn võ thuật và thể thao đối kháng độc đáo, khi pha trộn nhiều hình thức chiến đấu khác nhau từ quyền cước, đấu vật cho tới judo. Sau Thế Chiến thứ nhất, môn đấu vật chuyên nghiệp vốn được xây dựng dựa trên nhiều quy tắc của môn catch wrestling, đã không còn thịnh hành, khi bị phân thành hai thể loại: "shoot", trong đó các võ sĩ thực sự phải thi đấu với nhau hoặc "show", phát triển thành đấu vật chuyên nghiệp hiện đại. Năm 1936, trận đấu tổng hợp giữa võ sĩ quyền anh hạng nặng Kingfish Levinsky và đô vật chuyên nghiệp Ray Steele đã diễn ra, với phần thắng dành cho Steele sau 35 giây thi đấu.

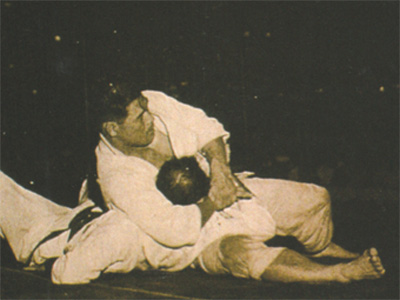
Masahiko Kimura vs. Hélio Gracie, trận đấu năm 1951 giữa judoka Masahiko Kimura và người sáng lập Jiu-Jitsul, Hélio Gracie ở Brazil, là một trong những trận thi đấu võ tổng hợp đỉnh cao đầu tiên.

Năm 1951, Brasil trở thành nơi tổ chức một trận so tài võ thuật tổng hợp đỉnh cao giữa võ sĩ judo Masahiko Kimura với cha đẻ của nhu thuật Brasil, Hélio Gracie. Kimura đánh bại Gracie bằng đòn khóa gyaku-ude-garami, sau này được đặt tên là đòn "Kimura" trong nhu thuật Brasil. Năm 1963, đô vật catch westling kiêm judoka, "Judo" Gene Lebell, gặp tay đấm quyền anh chuyên nghiệp Milo Savage trong một trận đấu tự do. Lebell dùng một đòn Harai Goshi quật ngã đối thủ rồi tiếp tục xiết cổ từ phía sau, làm Savage bất tỉnh và qua đó giành chiến thắng. Đây là trận võ tổng hợp đầu tiên được lên sóng truyền hình ở Bắc Mỹ. Đám đông đồng hương đã phẫn nộ đến mức bắt đầu la ó và ném ghế về phía Lebell.
Vào ngày 12 tháng 2 năm 1963, ba karateka từ võ đường Oyama (sau này là kyokushin) đã đến Nhà thì đấu quyền anh Lumpinee ở Thái Lan để giao đấu với ba võ sĩ Muay Thái. Các karateka kyokushin lần lượt là Tadashi Nakamura, Kenji Kurosaki và Akio Fujihira (còn được biết đến với cái tên Noboru Osawa), phía Thái Lan thì chỉ có một võ sĩ là người bản địa. Nhật Bản thắng 2-1: Tadashi Nakamura và Akio Fujihira đều hạ nốc ao đối thủ của mình bằng những cú đấm, trong khi Kenji Kurosaki, người thi đấu với võ sĩ Thái Lan duy nhất thì bị hạ gục bằng một đòn cùi chỏ. Kenji Kurosaki vốn là một huấn luyện viên kyokushin chứ không phải một võ sĩ thực thụ, và ông chỉ là người thay thế cho võ sĩ được chọn ban đầu. Tháng sáu cùng năm, karateka kiêm võ sĩ quyền anh tương lai, Tadashi Sawamura, chạm trán với võ sĩ hàng đầu Thái Lan, Samarn Sor Adisorn. Kết quả, Sawamura đo sàn tới 16 lần trước khi thua cuộc. Sau trận đấu này, Sawamura đã rút ra được nhiều bài học để áp dụng vào các giải đấu kickboxing.

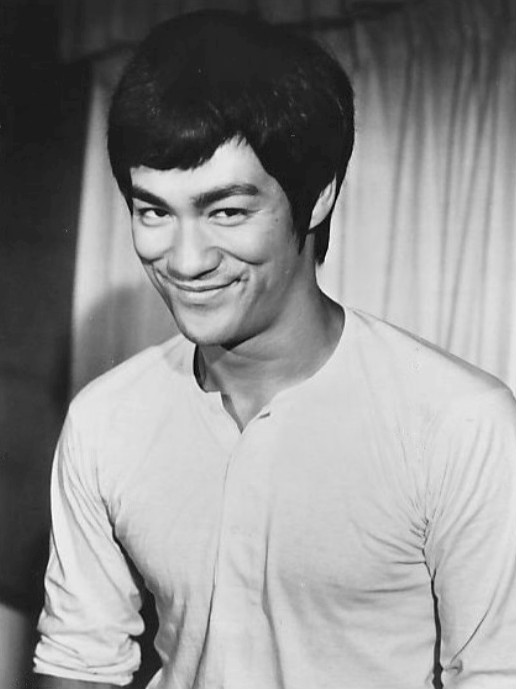
Lý Tiểu Long đã phổ biến khái niệm võ thuật tổng hợp thông qua hệ thống kết hợp của Triệt quyền đạo trong suốt những năm cuối thập niên 1960 đến đầu thập niên 1970.

Cuối những năm 1960 tới đầu những năm 1970, khái niệm kết hợp các yếu tố của nhiều môn võ thuật đã được Lý Tiểu Long phổ biến ở phương Tây, thông qua hệ thống triệt quyền đạo của ông. Lý Tiểu Long tin rằng, "võ sĩ giỏi nhất không phải là võ sĩ quyền anh, karate hay judo. Võ sĩ giỏi nhất là người có thể thích nghi với mọi môn phái, tự áp dụng môn phái riêng của bản thân và không tuân theo bất cứ hệ thống môn phái nào." Năm 2004, Chủ tịch UFC Dana White gọi Lý Tiểu Long là "cha đẻ của võ thuật tổng hợp", ông nói rằng: "Hãy nhìn vào cách anh ấy tập luyện, cách anh ấy ra đòn, những gì anh ấy viết. Với Lý Tiểu Long, môn phái hoàn hảo là chẳng có môn phái nào cả. Bạn học được từ mỗi thứ một chút. Kết hợp những điểm mạnh của nhiều môn phái khác nhau và rồi có thể đánh bại tất cả đối thủ."
Một nhân vật cùng thời với Lý Tiểu Long, Hoàng Thuần Lương của phái Vịnh Xuân quyền, đã trở nên nổi tiếng vì tham gia từ 60 đến 100 trận tỉ võ bất hợp pháp với các võ sĩ Trung Quốc từ đủ các võ phái khác nhau. Ông cũng từng thi đấu và giành chiến thắng trước cả những người phương Tây, chẳng hạn như trận đấu với tay đấm quyền anh người Nga Giko, hay với một kiếm sĩ trên truyền hình. Ngoài ra, còn có thể kể đến lần chạm trán được ghi chép rõ ràng giữa ông và bậc thầy kung-fu người Đài Loan, Ngô Minh Triết. Cũng như Lý Tiểu Long, Hoàng Thuần Lương kết hợp quyền anh và kickboxing vào kỹ thuật kung-fu của mình.
Trận đấu kinh điển giữa tay đấm chuyên nghiệp Muhammad Ali và đô vật chuyên nghiệp Antonio Inoki, diễn ra tại Nhật Bản vào năm 1976, có diễn biến thảm họa khi cả hai võ sĩ đều từ chối nhập trận theo phong cách thi đấu của đối thủ và kết thúc với kết quả hòa sau 15 hiệp đấu bế tắc. Muhammad Ali đã phải nằm viện ba ngày tiếp theo vì dính nhiều chấn thương chân do Antonio Inoki liên tục tung ra các cú đá trong suốt thời gian thi đấu. Trận đấu trên vẫn đóng một vai trò quan trọng trong lịch sử võ thuật tổng hợp. Tại Nhật Bản, nó đã truyền cảm hứng cho các học trò của Inoki là Masakatsu Funaki và Minoru Suzuki tạo ra giải Pancrase vào năm 1993, từ đó là cơ sở cho sự ra đời của Pride Fighting Championships vào năm 1997. Năm 2007, Pride Fighting Championships bị đối thủ Ultimate Fighting Championship mua lại.
Một trận đấu được ghi nhận giữa tay đấm quyền anh vô địch Golden Glover, Joey Hadley và karateka vô địch Arkansas, David Valovich diễn ra vào ngày 22 tháng 6 năm 1976 ở Memphis Blues Baseball Park, có các quy tắc tổng hợp sau: karateka được phép sử dụng nắm đấm, chân và đầu gối trong khi tay đấm quyền anh chỉ được dùng mình nắm đấm. Hadley giành chiến thằng ngay trong hiệp đầu khi hạ nốc ao đối thủ.
Năm 1988, Rick Roufus thách đấu với Changpuek Kiatsongrit, không vì danh hiệu, trong một siêu trận đấu giữa Muay Thái và kickboxing. Rick Roufus vào thời điểm đó đang bất bại, giữ cả hai danh hiệu KICK Super Middleweight World và PKC Middleweight U.S. Trong khi đó, Changpuek Kiatsongrit thì đang ngày càng khó có cơ hội thượng đài ở Thái Lan vì trọng lượng của anh (70 kg) không phải là điển hình ở nước này, nơi các trận đấu thường ở mức hạng cân thấp hơn. Ngay hiệp đầu tiên, Roufus đánh gục Changpuek hai lần bằng những cú đấm, làm gãy xương hàm của Changpuek, nhưng rồi thua cuộc vì không thể tiếp tục trận đấu ở hiệp thứ tư, sau khi nhận những đòn đá thấp từ đối thủ mà anh không lường trước được. Trận đấu này đã lần đầu tiên cho khán giả, chủ yếu là người phương Tây được chứng kiến sức mạnh của những đòn đá thấp.

### Dòng thời gian của những sự kiện lớn
| 2,000+ năm trước |                   | – Lôi đài                                                                           |
| 2,000+ năm trước | – Pankration      |                                                                                     |
| Cuối thế kỷ 19   |                   | – Hybrid martial arts                                                               |
| Cuối thế kỷ 19   | – Catch wrestling |                                                                                     |
| Cuối 1880s       |                   | – Những giải đấu hỗn hợp môn phái đầu tiên                                          |
| 1899             |                   | – Barton-Wright và Bartitsu                                                         |
| Đầu 1900s        |                   | – Giải Merikan                                                                      |
| 1920s            |                   | – Vale Tudo và Gracie Challenge những năm đầu                                       |
| 1951             |                   | – Masahiko Kimura vs. Hélio Gracie                                                  |
| 1960s và 1970s   |                   | – Lý Tiểu Long và Triệt quyền đạo                                                   |
| 1976             |                   | – Muhammad Ali vs. Antonio Inoki                                                    |
| 1970s            |                   | – Antoni Inoki và Ishu Kakutōgi Sen                                                 |
| 1985             |                   | – Shooto được thành lập                                                             |
| 1989             |                   | – Giải đấu chuyên nghiệp đầu tiên do Shooto tổ chức                                 |
| 1991             |                   | – Sự kiện Desafio (BJJ vs. Luta Livre) đầu tiên                                     |
| 1993             |                   | – Pancrase được thành lập                                                           |
| 1993             |                   | – UFC được thành lập                                                                |
| Giữa/cuối 1900s  |                   | – Vale Tudo vươn tầm quốc tế                                                        |
| 1997–2007        |                   | – Kỷ nguyên của PRIDE FC và UFC                                                     |
| 1999             |                   | – International Sport Combat Federation được thành lập                              |
| 2000             |                   | – New Jersey SACB phát triển Unfied Rules                                           |
| 2001             |                   | – Zuffa mua UFC                                                                     |
| 2005             |                   | – The Ultimate Fighter ra mắt                                                       |
| 2005             |                   | – Quân đội Hoa Kỳ phê chuẩn MMA                                                     |
| 2006             |                   | – UFC giành ưu thế và tăng trưởng toàn cầu                                          |
| 2006             |                   | – Zuffa mua WFA và WEC                                                              |
| 2006             |                   | – UFC 66 thu hút 1 triệu lượt trả phí                                               |
| 2007             |                   | – Zuffa mua PRIDE FC                                                                |
| 2008             |                   | – EliteXC: Primetime có 6.5 triệu lượt xem trên CBS                                 |
| 2009             |                   | – StrikerForce tổ chức giải đấu MMA đầu tiên cho nữ                                 |
| 2011             |                   | – WEC sát nhập UFC                                                                  |
| 2011             |                   | – Zuffa mua Strikeforce                                                             |
| 2011             |                   | – UFC on Fox có 8.8 triệu lượt xem trên Fox                                         |
| 2012             |                   | – International Mixed Martial Arts Federation được thành lập dưới sự hỗ trợ của UFC |
| 2016             |                   | – WMG/WME-IMG mua UFC với giá 4 tỷ đô la Mỹ                                         |
| 2017             |                   | – WMG/WME-IMG đổi tên công ty thành Endeavor                                        |

## Môn thể thao hiện đại
Phong trào dẫn tới sự ra đời môn võ thuật tổng hợp nhưng chúng ta thấy ngày nay bắt nguồn từ nhu thuật Brasil và các giải đấu Vale Tudo tại Brasil.
Vale Tudo xuất hiện từ đầu những năm 1920 và trở nên nổi tiếng vì mối liên kết với "Gracie Challenge", một sự kiện được đề ra bởi Carlos Gracie và Hélio Gracie, sau đó tiếp tục được duy trì bởi các thành viên gia tộc Gracie. "Gracie Challange" thường được tổ chức trong ga ra hoặc phòng tập của các thành viên trong gia tộc. Khi ngày càng phổ biến, những cuộc đấu tổng hợp kiểu này trở thành một phần thu hút trong các lễ hội ở Brasil. Còn ở Nhật Bản, những trận đấu tổng hợp đấu vật chuyên nghiệp sớm được tổ chức với cái tên Ishu Kakutōgi Sen (異種格闘技戦) (nghĩa đen là "các trận đấu thể thao đối kháng không đồng nhất") và chỉ trở nên phổ biến với Antonio Inoki trong những năm 1970. Inoki là đệ tử của Rikidōzan, nhưng cũng là học trò của Karl Gotch, người đã huấn luyện cho rất nhiều đô vật catch wrestling Nhật Bản.
Những trận đấu võ thuật tổng hợp đầu tiên tại Hoa Kỳ được tổ chức bởi CV Productions, Inc.. Giải đấu đầu tiên mang tên Tough Guy Contest diễn ra vào ngày 20 tháng 3 năm 1980, tại New Kensington, Pennsylvania, Holiday Inn. Trong cùng năm, công ty đổi tên giải đấu thành Super Fighters và được phê duyệt tổ chức 10 tua đấu tại Pennsylvania. Thế nhưng tới năm 1983, Thượng viện bang Pennsylvania thông qua một dự luật kêu gọi: "Cấm các giải đấu Tough Guy hoặc Battle of the Brawlers", và cấm luôn môn thể thao này. Nó một lần nữa quay trở lại Hoa Kỳ thông qua Ultimate Fighting Championship (UFC) vào năm 1993. Võ thuật tổng hợp được cả thế giới biết đến và trở nên phổ biến khi võ sĩ jiu-jitsu Royce Gracie giành chiến thắng trong giải Ultimate Fighting Championship đầu tiên, khuất phục ba võ sĩ thách đấu trong tổng thời gian 5 phút, châm ngòi cho một cuộc cách mạng trong giới võ thuật.
Shooto, thể thức võ thuật tổng hợp của riêng người Nhật, được phát triển từ môn shoot wrestling năm 1985, cũng như môn shoot wrestling bắt nguồn từ Pancrase, một chương trình quảng bá ra đời vào năm 1993. Rickson Gracie vô địch hai giải đấu Vale Tudo Nhật Bản (VTJ) đầu tiên, được tổ chức vào các năm 1994 và 1995. Cùng thời gian đó, Vale Tudo Quốc tế bắt đầu phát triển thông qua các giải đấu như Giải vô địch Valte Tudo thế giới (WVC), VTJ, UVF, v.v.  Pride Fighting Championships (Pride) được thành lập năm 1997 là kết quả của việc người ta ngày càng quan tâm tới võ thuật tổng hợp trong vai trò một môn thể thao, Rickson một lần nữa tham gia và vô địch giải đấu năm đó.
Tại Bắc Mỹ, môn thể thao này đạt tới tầm cao mới về sự phổ biến vào tháng 12 năm 2006, khi trận tái đấu giữa nhà vô địch hạng nhẹ UFC Chuck Liddell và nhà cựu vô địch Tito Ortiz đã thu về doanh số PPV sánh ngang với một số sự kiện quyền anh lớn nhất mọi thời đại, và giúp cho tổng doanh thu PPV năm 2006 của UFC vượt qua tất cả chương trình quảng bá trong lịch sử. Năm 2007, Zuffa LLC, chủ sở hữu của UFC, đã mua lại thương hiệu của đối thủ Nhật Bản là Pride FC, và hợp nhất các võ sĩ đã ký hợp đồng dưới một chương trình quảng bá duy nhất. Đã có những cân nhắc về vấn đế hợp nhất giải đấu, điều đã từng xảy ra ở vài môn thể thao khác, chẳng hạn như trường hợp của AFL-NFL Merger trong môn bóng đá Mỹ.